# Isepeolus vachali
Isepeolus vachali är en biart som beskrevs av Jörgensen 1912. Isepeolus vachali ingår i släktet Isepeolus och familjen långtungebin. Inga underarter finns listade i Catalogue of Life.